# Vuyyuru
Vuyyuru là một thị trấn ở huyện Krishna, bang Andhra Pradesh.It is a Nagar panchayat and the headquarters of Vuyyuru Mandal under Nuzvid revenue division.